# Halogen
Nhóm halogen, hay còn gọi là các nguyên tố halogen (tiếng Latinh nghĩa là sinh ra muối) là những nguyên tố thuộc nhóm VII A (tức nhóm nguyên tố thứ 17 theo danh pháp IUPAC hiện đại) trong bảng hệ thống tuần hoàn các nguyên tố hóa học. Nhóm này bao gồm các nguyên tố hóa học là fluor, chlor, brom, iod, astatin và tennessine. Chúng là các nguyên tố phi kim phản ứng tạo thành các hợp chất có tính acid mạnh với hydro, từ đó các muối đơn giản có thể được tạo ra.
Từ "halogen" nghĩa là sinh ra muối. Khi halogen phản ứng với kim loại sẽ tạo ra muối, ví dụ như calci fluoride, natri chloride (còn gọi là muối ăn), bạc bromide, kali iodide.
Nhóm halogen là nhóm duy nhất trong bảng tuần hoàn chứa các nguyên tố tồn tại ở cả 3 trạng thái chính của vật chất ở điều kiện chuẩn. Tất cả các halogen tạo thành acid khi liên kết với hydro. Hầu hết các halogen thường được sản xuất từ khoáng vật hoặc muối. Các halogen ở giữa như chlor, brom và iod thường được sử dụng làm chất tẩy uế. Hợp chất cơ-brom là loại phụ gia chống cháy quan trọng nhất. Các halogen rất nguy hiểm và độc.

## Lịch sử
Khoáng chất fluorit chứa fluor được biết đến từ năm 1529. Các nhà hóa học thuở sơ khai nhận ra rằng các hợp chất fluor chứa một nguyên tố chưa được khám phá, nhưng không thể cô lập nó. Năm 1860, nhà hóa học người Anh tên là George Gore cho dòng điện chạy qua acid hydrofluoric, sản phẩm tạo ra là khí fluor, tuy nhiên ông không thể chứng minh kết quả thí nghiệm vào thời điểm đó. Năm 1886, nhà hóa học Pháp, ông Henri Moissan đã thực hiện điện phân kali bifluoride hòa tan trong hydro fluoride khan và tách thành công fluor.
Các nhà giả kim thuật và nhà hóa học thuở bình minh của lịch sử hóa học đã biết đến acid hydrochloric. Tuy nhiên, chlor ở dạng đơn chất chỉ được biết đến từ năm 1774, khi Carl Wilhelm Scheele đun nóng acid hydrochloric với mangan(IV) oxide. Scheele gọi nguyên tố này là "acid muriatic bị khử phlogiston". Đây là cách mà chlor được biết đến trong vòng 33 năm. Năm 1807, Humphry Davy nghiên cứu chlor và phát hiện ra rằng đây thực sự là một nguyên tố. Chlor kết hợp với acid hydrochloric, cũng như acid sulfuric trong một số trường hợp nhất định đã tạo ra khí chlor, một loại khí độc làm vũ khí hóa học trong Chiến tranh thế giới thứ nhất. Trong các khu vực bị phơi nhiễm chlor, khí oxy bị thay thế bằng khí chlor độc hại. Khí này sẽ đốt cháy các mô trong và ngoài cơ thể người, đặc biệt là phổi gây khó thở hoặc ngừng thở tùy thuộc vào mức độ phơi nhiễm.
Brom được Antoine Jérôme Balard phát hiện vào thập niên 1820. Balard phát hiện ra brom bằng cách cho khí chlor đi qua một mẫu nước muối cô đặc. Ban đầu, ông đề xuất tên muride để đặt tên cho nguyên tố mới, nhưng Viện hàn lâm Pháp đã đổi tên nguyên tố này thành brom.
Iod được Bernard Courtois phát hiện. Ông sử dụng tro rong biển trong quy trình sản xuất muối kali nitrat. Courtois đun sôi tro rong biển với nước để tạo ra kali chloride. Tuy nhiên, vào năm 1811, Courtois đã thêm acid sulfuric vào quy trình trên và phát hiện ra rằng có khói màu tím ngưng tụ thành các tinh thể màu đen. Nghi ngờ rằng những tinh thể này là một nguyên tố mới, Courtois đã gửi mẫu cho các nhà hóa học khác để nghiên cứu. Iod đã được Joseph Gay-Lussac chứng minh là một nguyên tố mới.
Năm 1931, Fred Allison đã phát hiện ra nguyên tố 85 bằng máy quang từ (magneto-optical machine) và đặt tên cho nguyên tố là Alabamine, nhưng phát hiện này được chứng mình là sai. Năm 1937, Rajendralal De phát hiện ra nguyên tố 85 trong khoáng chất và gọi nguyên tố này là dakine, nhưng phát hiện này vẫn sai. Năm 1939, Horia Hulubei và Yvette Cauchois sử dụng quang phổ học để tìm nguyên tố. Cùng năm đó, Walter Minder phát hiện ra một nguyên tố giống như iod do sự phân rã beta của polonium. Tuy vậy các nghiên cứu trên đều thất bại. Cho đến năm 1940, Dale R. Corson, KR Mackenzie và Emilio G. Segrè đã thực hiện bắn bia bismuth bằng các hạt alpha, và tạo ra thành công nguyên tố thứ 85, bây giờ được đặt tên là astatin.
Năm 2010, một nhóm do nhà vật lý hạt nhân Yuri Oganessian dẫn đầu có sự tham gia của các nhà khoa học từ Viện Liên hiệp nghiên cứu hạt nhân Dubna, Phòng thí nghiệm Quốc gia Oak Ridge, Phòng thí nghiệm Quốc gia Lawrence Livermore và Đại học Vanderbilt đã bắn phá thành công các nguyên tử berkelium-249 bằng các nguyên tử calci-48 để tạo ra tennessine-294.

### Từ nguyên học
Năm 1811, nhà hóa học người Đức Johann Schweigger đề xuất rằng cái tên "halogen" - có nghĩa là sinh ra muối, từ αλς [hals] "muối" và γενειν [genein] "sinh ra" để thay thế cho cái tên "chlorine" được sử dụng. do nhà hóa học người Anh Humphry Davy đề xuất. Davy chỉ đặt tên cho nguyên tố chiếm ưu thế. Tuy nhiên, vào năm 1826, nhà hóa học Thụy Điển Baron Jöns Jacob Berzelius đã đề xuất thuật ngữ "halogen" cho các nguyên tố fluor, chlor và iod, tạo ra một chất giống như muối biển khi các nguyên tử nguyên tố này tạo thành hợp chất với kim loại kiềm.
Theo TCVN 5529:2010 và TCVN 5530:2010 của Bộ Khoa học và Công nghệ Việt Nam, danh pháp hóa học của các nguyên tố halogen Cl, Br, I đều không có đuôi -ine.
Tên tiếng Anh của các nguyên tố này đều có đuôi -ine. Tên của fluor xuất phát từ tiếng Latin fluere, có nghĩa là "chảy", bởi vì nó có nguồn gốc từ khoáng chất fluorit, được sử dụng làm chất trợ dung trong gia công kim loại. Tên của chlor bắt nguồn từ tiếng Hy Lạp chloros, có nghĩa là "màu vàng lục". Tên của brom bắt nguồn từ tiếng Hy Lạp bromos, có nghĩa là "mùi hôi thối". Tên của iod bắt nguồn từ tiếng Hy Lạp iodes, có nghĩa là "màu tím". Tên của astatin bắt nguồn từ tiếng Hy Lạp astatos, có nghĩa là "không ổn định". Tennessine được đặt tên theo tiểu bang Tennessee của Hoa Kỳ.

## Tính chất

### Tính chất hóa học
Các halogen fluor, chlor, brom, and iod là phi kim; tính chất hóa học của 2 nguyên tố còn lại (là 2 nguyên tố nặng nhất) của nhóm 17 chưa đi đến kết luận. Các halogen thể hiện xu hướng năng lượng liên kết hóa học di chuyển từ trên xuống dưới của cột trong bảng tuần hoàn, fluor hơi mang tính ngoại lệ. Fluor phản ứng và tạo liên kết bền nhất trong các hợp chất với các nguyên tử khác (nhưng liên kết rất yếu trong phân tử F2). Càng đi xuống dưới, khả năng phản ứng của các nguyên tố giảm do kích thước của nguyên tử tăng dần.
| X  | X2  | HX  | BX3 | AlX3 | CX4 |
| -- | --- | --- | --- | ---- | --- |
| F  | 159 | 574 | 645 | 582  | 456 |
| Cl | 243 | 428 | 444 | 427  | 327 |
| Br | 193 | 363 | 368 | 360  | 272 |
| I  | 151 | 294 | 272 | 285  | 239 |

Các halogen có tính phản ứng cao, có thể gây độc tử vong cho sinh vật với nồng độ đủ lớn. Khả năng phản ứng cao này là do độ âm điện cao của các nguyên tử do điện tích hạt nhân hiệu dụng cao. Bởi vì cấu hình electron halogen có 7 electron hóa trị ở mức năng lượng ngoài cùng, chúng có thể nhận được một electron bằng cách phản ứng với các nguyên tử của các nguyên tố khác để đáp ứng quy tắc octet. Fluor là chất dễ phản ứng nhất trong tất cả các nguyên tố; đây là nguyên tố duy nhất có độ âm điện lớn hơn oxy, tấn công các vật liệu trơ như thủy tinh. Đặc biệt fluor có thể tạo thành hợp chất với các khí hiếm. Khí fluor ăn mòn và có độc tính cao. Nếu đựng trong fluor trong dụng cụ thủy tinh trong phòng thí nghiệm, chất này có thể phản ứng với thủy tinh khi có một lượng nhỏ nước để tạo thành silic tetrafluoride (SiF4). Do đó, fluor phải được đựng các chất như tefluorn (bản thân nó là một hợp chất cơ fluor), bình thủy tinh cực kỳ khô, hoặc các kim loại như đồng hoặc thép (lớp fluoride được hình thành trên bề mặt kim loại có tác dụng bảo vệ).

#### Phân tử

##### Phân tử halogen hai nguyên tử
Các halogen ổn định tạo thành các phân tử hai nguyên tử thuộc cùng một nguyên tố. Do lực liên phân tử tương đối yếu, chlor và fluor tạo thành một phần của nhóm được gọi là "khí nguyên tố".
| halogen | phân tử | cấu trúc | mô mình | d(X−X) / pm (thể khí) | d(X−X) / pm (thể rắn) |
| ------- | ------- | -------- | ------- | --------------------- | --------------------- |
| fluor   | F2      |          |         | 143                   | 149                   |
| chlor   | Cl2     |          |         | 199                   | 198                   |
| brom    | Br2     |          |         | 228                   | 227                   |
| iod     | I2      |          |         | 266                   | 272                   |

#### Các hợp chất
Tất cả các halogen đã được quan sát để phản ứng với hydro để tạo thành hydro halide. Đối với fluor, chlor và brom, phản ứng này có dạng:
H2 + X2 → 2HX
Tuy nhiên, hydro iodide và hydro astatide có thể tách trở lại thành các nguyên tố cấu thành chúng.
Các phản ứng hydro-halogen nhẹ nhàng hơn khi đi từ trên xuống dưới các nguyên tố thuộc nhóm 17 trong bảng tuần hoàn. Phản ứng fluor-hydro gây nổ ngay cả khi trong điều kiện tối và lạnh. Phản ứng chlor-hydro cũng gây nổ, nhưng chỉ khi có ánh sáng và nhiệt. Phản ứng brom-hydro chỉ nổ khi có ngọn lửa. Iod và astatin chỉ phản ứng một phần với hydro, tạo thành trạng thái cân bằng hóa học.
Tất cả các halogen tạo thành các hợp chất với hydro được gọi là hydro halide: hydro fluoride (HF), hydro chloride (HCl), hydro bromide (HBr), hydro iodide (HI) và hydro astatide (HAt). Tất cả các hợp chất này tạo thành acid khi trộn với nước. Hydro fluoride là hydro halide duy nhất hình thành liên kết hydro. Acid hydrochloric, acid hydrobromic, acid hydroiodic, và acid hydroastatic đều là các acid mạnh, nhưng acid fluorhydric là một acid yếu.
Tất cả các hydro halide đều gây kích ứng. Hydro fluoride và hydro chloride có tính acid cao. Hydro fluoride được sử dụng như một hóa chất công nghiệp và có độc tính cao, gây phù phổi và phá vỡ cấu trúc tế bào. Hydro chloride cũng là một hóa chất nguy hiểm. Hít phải khí có hơn 50 phần triệu hydro chloride có thể gây tử vong ở người. Hydrogen bromide thậm chí còn độc và khó chịu hơn hydro chloride. Hít phải khí có hơn ba mươi phần triệu hydro bromide có thể gây tử vong cho con người. Hydro iodide cũng gây độc.

##### Halogen kim loại
Tất cả các halogen được biết là phản ứng với natri để tạo thành natri fluoride, natri chloride, natri bromide, natri iodide và natri astatide. Phản ứng của natri đun nóng với các halogen tạo ra ngọn lửa màu cam sáng. Phản ứng của natri với chlor có dạng:
2Na + Cl2 → 2NaCl
Sắt phản ứng với fluor, chlor và brom để tạo thành sắt(III) halide. Những phản ứng này có dạng:
2Fe + 3X2 → 2FeX3
Tuy nhiên, khi sắt phản ứng với iod, nó chỉ tạo thành sắt(II) iodide.
Fe+I2→FeI2
Sắt có thể phản ứng nhanh với fluor để tạo thành hợp chất sắt(III) fluoride màu trắng ngay cả ở nhiệt độ lạnh. Khi chlor tiếp xúc với sắt nung nóng, chúng phản ứng tạo thành sắt (III) chloride màu đen. Tuy nhiên, nếu điều kiện phản ứng ẩm, phản ứng này sẽ tạo ra sản phẩm màu nâu đỏ. Sắt cũng có thể phản ứng với brom để tạo thành sắt(III) bromide. Hợp chất này có màu nâu đỏ trong điều kiện khô ráo. Phản ứng của sắt với brom ít phản ứng hơn so với fluor hoặc chlor. Sắt nóng cũng có thể phản ứng với iod, nhưng tạo thành sắt(II) iodide, phản ứng xảy ra khó khăn. Hợp chất này có màu xám, nhưng phản ứng luôn có có iod dư thừa, vì vậy màu sắc không được biết chắc chắn.

##### Hợp chất tạo bởi hai halogen
Hợp chất tạo bởi hai halogen ở dạng XYn trong đó X và Y là halogen và n là các giá trị 1, 3, 5, 7. Các hợp chấ tạo bởi hai halogen chứa tối đa hai halogen khác nhau. Các hợp chất tạo bởi hai halogen có số lượng nguyên tử lớn, chẳng hạn như ClF3 có thể được tạo ra bằng phản ứng của một halogen nguyên chất với một hợp chất tạo bởi hai halogen có số lượng nguyên tử nhỏ hơn là ClF. Tất cả các halogen ngoại trừ IF7 đều có thể được tạo ra bằng cách kết hợp trực tiếp các halogen nguyên chất trong các điều kiện khác nhau.
Ngoại trừ F2, các hợp chất tạo bởi hai halogen thường phản ứng mạnh hơn tất cả các phân tử halogen chứa hai nguyên tử cùng một nguyên tố vì hợp chất tạo bởi hai halogen có liên kết giữa các halogen yếu hơn. Tuy nhiên, tính chất hóa học của hợp chất tạo bởi hai halogen vẫn gần giống như tính chất của các phân tử halogen chứa hai nguyên tử cùng một nguyên tố. Nhiều hợp chất tạo bởi hai halogen bao gồm một hoặc nhiều nguyên tử fluor liên kết với một halogen nặng hơn. chlor có thể liên kết với tối đa 3 nguyên tử fluor, brom có thể liên kết với tối đa 5 nguyên tử fluor và iod có thể liên kết với tối đa 7 nguyên tử fluor. Hầu hết các hợp chất tạo bởi hai halogen là liên kết cộng hóa trị. Tuy nhiên, một số hợp chất là chất lỏng, chẳng hạn như BrF3, và nhiều hợp chất chứa iod là chất rắn.

##### Hợp chất hữu cơ halogen
Nhiều hợp chất hữu cơ tổng hợp như polymer, chất dẻo và một số hợp chất tự nhiên có chứa các nguyên tử halogen được gọi chung là hợp chất cơ halogen. Cho đến nay, chlor là chất có nhiều nhất trong nước biển và là chất duy nhất mà con người cần với số lượng tương đối lớn (dưới dạng ion chloride). Ví dụ, các ion chloride đóng một vai trò quan trọng trong chức năng của não bằng cách điều hòa hoạt động của chất dẫn truyền ức chế GABA và cũng được cơ thể sử dụng để sản xuất acid trong dịch vị. Iod cần thiết ở mức độ vi lượng để sản xuất hormone tuyến giáp như thyroxine.

##### Hợp chất đa halogen hóa
Hợp chất đa halogen hóa là các hợp chất được tạo ra trong công nghiệp được thay thế bằng nhiều halogen. Các chất rất độc hại và gây tích lũy sinh học ở người, có phạm vi ứng dụng rất rộng, bao gồm PCB, PBDE, và các hợp chất perfluor hóa (PFC),...

#### Phản ứng

##### Phản ứng với nước
Fluor phản ứng mạnh với nước tạo ra oxy (O2) và hydro fluoride (HF):.
2 F2(g) + 2 H2O(l) → O2(g) + 4 HF(aq)
Chlor (Cl2) có độ hòa tan tối đa là 7,1 g/kg nước ở 21 °C. Chlor hòa tan phản ứng tạo thành acid hydrochloric (HCl) và acid hypochlorơ, một dung dịch được sử dụng làm chất khử trùng hoặc thuốc tẩy :
Cl2(g) + H2O(l) → HCl(aq) + HClO(aq)
Brom có độ hòa tan là 3,41 g/100 g nước,. nhưng phản ứng chậm với nước để tạo thành hydro bromide (HBr) và acid hypobromơ (HBrO):
Br2(g) + H2O(l) → HBr(aq) + HBrO(aq)
Iod hòa tan rất ít trong nước (0,03 g/100 g nước ở 20 °C) và không phản ứng với nước. Tuy nhiên, iod sẽ tạo thành dung dịch khi có mặt ion iodide, chẳng hạn như bằng cách thêm kali iodide (KI), vì ion triiodide được hình thành. 

##### Phản ứng với hydrogen
| Phản ứng         | Điều Kiện                                        | Đặc điểm phản ứng |
| ---------------- | ------------------------------------------------ | ----------------- |
| H₂ + F₂ -> 2HF   | Phản ứng ngay ở nhiệt độ phòng và trong bóng tối | Nổ mạnh           |
| H₂ + Cl₂ -> 2HCl | Ánh sáng hoặc t⁰                                 | Gây nổ            |
| H₂ + Br₂ -> 2HBr | ~200⁰C, xúc tác Platin                           | Không gây nổ      |
| H₂ + I₂ <-> 2HI  | ~300⁰C, xúc tác Platin                           | Thuận nghịch      |

### Tính chất vật lý và tính chất nguyên tử
Bảng dưới đây tóm tắt các tính chất vật lý và tính chất nguyên tử của các halogen. Các ô được đánh dấu chấm hỏi (?) là những số liệu không chắc chắn hoặc số liệu ước tính dựa trên xu hướng thay đổi tính chất vật lý của nguyên tố dựa vào bảng tuần hoàn thay vì quan sát thực tế.

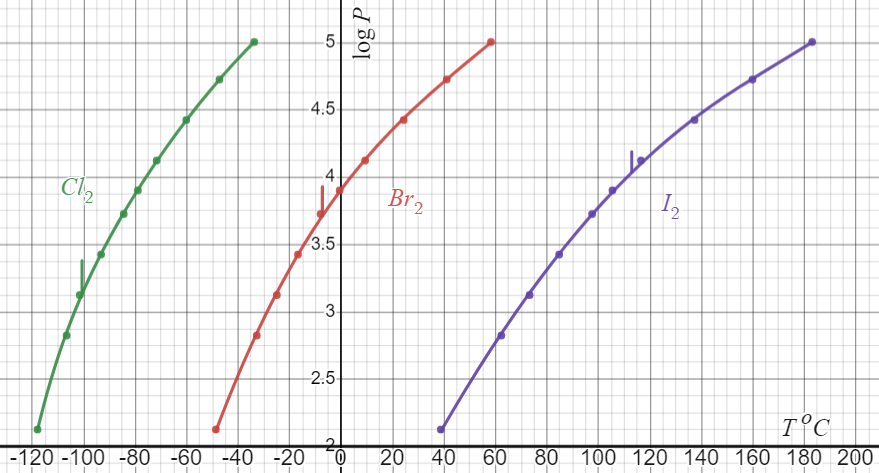
Nhiệt độ sôi hay nhiệt độ thăng hoa của các halogen phụ thuộc áp suất khác nhau. Thanh đứng dọc biểu thị nhiệt độ nóng chảy

| Halogen    | Nguyên tử khối(u) | Nhiệt độ nóng chảy(K) | Nhiệt độ nóng chảy (°C) | Nhiệt độ sôi(K) | Nhiệt độ sôi (°C) | Khối lượng riêng(g/cm3 tại 25 °C) | Độ âm điện (thang Pauling) | Năng lượng ion hóa thứ nhất (kJ·mol−1) | Bán kính liên kết cộng hóa trị (pm) |
| ---------- | ----------------- | --------------------- | ----------------------- | --------------- | ----------------- | --------------------------------- | -------------------------- | -------------------------------------- | ----------------------------------- |
| Fluor      | 18.9984032(5)     | 53.53                 | −219.62                 | 85.03           | −188.12           | 0.0017                            | 3.98                       | 1681.0                                 | 71                                  |
| Chlor      | [35.446; 35.457]  | 171.6                 | −101.5                  | 239.11          | −34.04            | 0.0032                            | 3.16                       | 1251.2                                 | 99                                  |
| Brom       | 79.904(1)         | 265.8                 | −7.3                    | 332.0           | 58.8              | 3.1028                            | 2.96                       | 1139.9                                 | 114                                 |
| Iod        | 126.90447(3)      | 386.85                | 113.7                   | 457.4           | 184.3             | 4.933                             | 2.66                       | 1008.4                                 | 133                                 |
| Astatin    | [210]             | 575                   | 302                     | ? 610           | ? 337             | ? 6.2–6.5                         | 2.2                        | ? 887.7                                | ? 145                               |
| Tennessine | [294]             | ? 623-823             | ? 350-550               | ? 883           | ? 610             | ? 7.1-7.3                         | -                          | ? 743                                  | ? 157                               |

| Số hiệu nguyên tử | Nguyên tố hóa học | Số electron trên mỗi lớp vỏ       |
| ----------------- | ----------------- | --------------------------------- |
| 9                 | Fluor             | 2, 7                              |
| 17                | Chlor             | 2, 8, 7                           |
| 35                | Brom              | 2, 8, 18, 7                       |
| 53                | Iod               | 2, 8, 18, 18, 7                   |
| 85                | Astatin           | 2, 8, 18, 32, 18, 7               |
| 117               | Tennessine        | 2, 8, 18, 32, 32, 18, 7 (dự đoán) |

| Nhiệt độ nóng chảy (оС) | Nhiệt độ nóng chảy (оС) | -100.7 | -7.3  | 112.9 |
| log(P[Pa])              | mmHg                    | Cl2    | Br2   | I2    |
| 2.12490302              | 1                       | -118   | -48.7 | 38.7  |
| 2.82387302              | 5                       | -106.7 | -32.8 | 62.2  |
| 3.12490302              | 10                      | -101.6 | -25   | 73.2  |
| 3.42593302              | 20                      | -93.3  | -16.8 | 84.7  |
| 3.72696301              | 40                      | -84.5  | -8    | 97.5  |
| 3.90305427              | 60                      | -79    | -0.6  | 105.4 |
| 4.12490302              | 100                     | -71.7  | 9.3   | 116.5 |
| 4.42593302              | 200                     | -60.2  | 24.3  | 137.3 |
| 4.72696301              | 400                     | -47.3  | 41    | 159.8 |
| 5.00571661              | 760                     | -33.8  | 58.2  | 183   |
| log(P[Pa])              | atm                     | Cl2    | Br2   | I2    |
| 5.00571661              | 1                       | -33.8  | 58.2  | 183   |
| 5.30674661              | 2                       | -16.9  | 78.8  |       |
| 5.70468662              | 5                       | 10.3   | 110.3 |       |
| 6.00571661              | 10                      | 35.6   | 139.8 |       |
| 6.30674661              | 20                      | 65     | 174   |       |
| 6.48283787              | 30                      | 84.8   | 197   |       |
| 6.6077766               | 40                      | 101.6  | 215   |       |
| 6.70468662              | 50                      | 115.2  | 230   |       |
| 6.78386786              | 60                      | 127.1  | 243.5 |       |

## Sản xuất

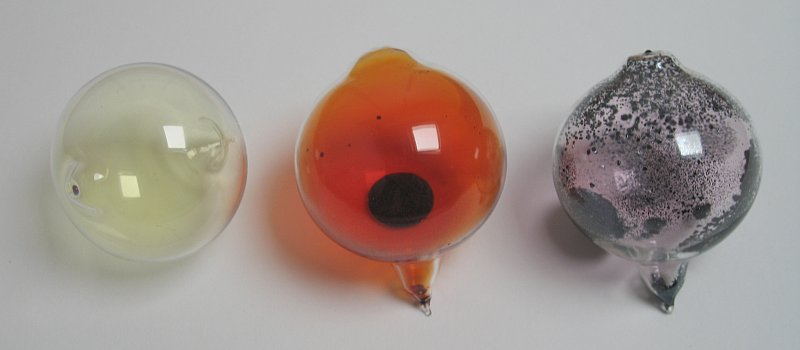
Từ trái sang phải: chlor, brom và iod ở nhiệt độ phòng. Chlor là chất khí, brom là chất lỏng, iod là chất rắn. Fluor không thể chụp do fluor phản ứng mạnh, còn astatin và tennessine có tính phóng xạ.

Mỗi năm thế giới khai thác 6 triệu tấn quặng fluorit, sản xuất 400.000 tấn acid hydrofluoric. Khí fluor được sản xuất từ acid hydrofluoric, là sản phẩm phụ của quá trình sản xuất acid phosphoric. Khoảng 15.000 tấn khí fluor được sản xuất mỗi năm.
Khoáng chất halit, carnalit và sylvitlà khoáng chất được khai thác phổ biến để sản xuất chlor. 40 triệu tấn chlor được sản xuất mỗi năm bằng cách điện phân nước muối cô đặc.
Mỗi năm khoảng 450.000 tấn brom được sản xuất. 50% tổng lượng brom sản xuất được sản xuất tại Mỹ, 35% tại Israel và phần còn lại phần lớn là ở Trung Quốc. Trong lịch sử, brom được sản xuất bằng cách thêm acid sulfuric và bột tẩy vào nước muối tự nhiên. Tuy nhiên, hiện nay brom được sản xuất bằng phương pháp điện phân. Phương pháp này do Herbert Dow phát minh.
Năm 2003, 22.000 tấn iod đã được sản xuất. Chile sản xuất 40% tổng lượng iod, con số này ở Nhật Bản là 30%. Một lượng nhỏ được sản xuất ở Nga và Hoa Kỳ. Cho đến những năm 1950, iod đã được chiết xuất từ tảo bẹ. Tuy nhiên hiện nay iod được sản xuất theo những cách khác. Một phương pháp là trộn lưu huỳnh dioxide với quặng nitrat, trong quặng có lẫn iod. Iod cũng được chiết xuất từ các mỏ khí đốt tự nhiên.
Mặc dù nguyên tố astatin có trong tự nhiên, nhưng nguyên tố thường được tạo ra bằng cách dùng hạt alpha bắn phá bismuth.
Tennessine được tạo ra bằng cách sử dụng cyclotron, kết hợp berkelium-249 và calci-48 để tạo ra tennessine-293 và tennessine-294.

## Ứng dụng

### Chất khử trùng
Cả chlor và brom đều được sử dụng làm chất tẩy uế cho nước uống, bể bơi, vết thương, spa, làm sạch bát đĩa và bề mặt. 2 chất này tiêu diệt vi khuẩn và các vi sinh vật có khả năng gây hại khác thông qua một quá trình được gọi là khử trùng. Khả năng phản ứng của các chất trên cũng được dùng để trong tẩy trắng. Natri hypochlorit (được sản xuất từ chlor) là thành phần hoạt chất của hầu hết các chất tẩy trắng vải và chất tẩy trắng có nguồn gốc từ chlor được sử dụng trong sản xuất một số sản phẩm giấy. Chlor phản ứng với natri để tạo ra natri chloride, là muối ăn.

### Thắp sáng
Đèn halogen là một loại đèn sợi đốt sử dụng dây tóc wolfram trong bóng đèn có một lượng nhỏ halogen, chẳng hạn như iod hoặc brom. Khí làm giảm sự mỏng đi của dây tóc bóng đèn và làm đen mặt trong bóng đèn, giúp bóng đèn có tuổi thọ cao hơn đèn sợi đốt không có halogen. Đèn halogen phát sáng ở nhiệt độ cao hơn (2800 đến 3400 kelvin), màu trắng hơn so với các bóng đèn sợi đốt khác. Tuy nhiên, do đạt nhiệt độ cao như vậy, bóng đèn phải được sản xuất từ thạch anh nung chảy chứ không phải thủy tinh để tránh bị vỡ bóng đèn.

## Vai trò sinh học
Anion fluoride được tìm thấy trong ngà, xương, răng, máu, trứng, nước tiểu và lông của các sinh vật. Fluor rất cần thiết cho con người, là nguyên tố vi lượng. Có 0,5 miligam fluor trên mỗi lít máu người. Xương người chứa 0,2 đến 1,2% fluor. Mô người chứa khoảng 50 phần tỷ fluor. Một người nặng 70 kg chứa từ 3 đến 6 gam fluor.
Các anion chloride rất cần thiết cho sinh vật, bao gồm cả con người. Nồng độ chlor trong trọng lượng khô của ngũ cốc là 10 đến 20 phần triệu, trong khi ở khoai tây nồng độ chloride là 0,5%. Tăng trưởng thực vật bị ảnh hưởng bất lợi khi nồng độ chloride trong đất giảm xuống dưới 2 phần triệu. Máu người chứa trung bình 0,3% chlor. Xương người thường chứa 900 phần triệu chlor. Mô người chứa khoảng 0,2 đến 0,5% chlor. Một người nặng 70 kg chứa 95 gam chlor.
Một số brom ở dạng anion bromide có trong tất cả các sinh vật. Vai trò sinh học của brom đối với con người chưa được chứng minh, nhưng một số sinh vật có chứa các hợp chất cơ-brom. Con người thường tiêu thụ từ 1 đến 20 miligam brom mỗi ngày. Bình thường có 5 phần triệu brom trong máu người, 7 phần triệu brom trong xương người và 7 phần triệu brom trong mô người. Một người nặng 70 kg chứa 260 miligam brom.
Con người thường tiêu thụ ít hơn 100 microgam iod mỗi ngày. Thiếu iod có thể gây thiểu năng trí tuệ. Hợp chất cơ-iod tồn tại trong cơ thể người, cụ thể là trong một số tuyến, đặc biệt là tuyến giáp, cũng như dạ dày, biểu bì và hệ miễn dịch. Thực phẩm có chứa iod bao gồm cá tuyết, hàu, tôm, cá trích, tôm hùm, hạt hướng dương, rong biển và nấm. Tuy nhiên, chưa thấy vai trò sinh học của iod trong thực vật. Bình thường có 0,06 miligam iod trong mỗi lít máu người, 300 phần tỷ iod trong xương người và 50 đến 700 phần tỷ iod trong mô người. Có 10 đến 20 miligam iod trong một người nặng 70 kg.
Mặc dù rất khan hiếm, astatin đã được tìm thấy ở dạng microgam trên trái đất. Nguyên tố này không có vai trò sinh học nào được biết đến vì tính phóng xạ cao, cực kỳ hiếm và có chu kỳ bán rã chỉ khoảng 8 giờ đối với đồng vị ổn định nhất.
Tennessine là nguyên tố hoàn toàn do con người tạo ra và không có vai trò nào trong tự nhiên.

## Độc tính
Các halogen có xu hướng giảm độc tính theo chiều số khối tăng.
Khí fluor cực độc; hít phải fluor ở nồng độ 25 phần triệu có khả năng gây chết người. Acid hydrofluoric cũng là chất độc, có thể xâm nhập vào da và gây bỏng, rất đau. Các anion fluoride độc hại, nhưng không độc bằng fluor nguyên chất. Muối fluoride có thể gây chết người với lượng từ 5 đến 10 gam. Tiêu thụ fluoride kéo dài trên nồng độ 1,5 mg/L có liên quan đến nguy cơ nhiễm fluor răng. Ở nồng độ trên 4 mg/L sẽ tăng nguy cơ phát triển bệnh nhiễm fluor ở xương, tình trạng gãy xương trở nên phổ biến hơn do xương bị cứng lại. Để ngăn ngừa sâu răng, mức khuyến nghị hiện tại trong nước fluoride nằm trong khoảng từ 0,7 đến 1,2 mg/L để tránh những tác động có hại của fluoride đồng thời có thể giúp răng chắc khỏe hơn. Những người mà có nồng độ fluor trong xương ở giữa mức bình thường và mức chẩn đoán nhiễm fluor xương thường có các triệu chứng tương tự như viêm khớp.
Khí chlor có độc tính cao. Hít phải chlor ở nồng độ 3 phần triệu có thể nhanh chóng gây ra phản ứng hóa học độc hại. Hít phải chlor ở nồng độ 50 phần triệu rất nguy hiểm. Hít phải chlor ở nồng độ 500 phần triệu trong vài phút có thể gây chết người. Bệnh nhân rất đau đường thở và phổi nếu hít phải.
Brom tinh khiết khá độc, có mức độ gây độc ít hơn fluor và chlor. Một trăm miligam brom gây chết người. Các anion bromide cũng độc nhưng ít độc hơn brom đơn chất. Bromide có liều gây chết người là 30 gam.
Iod khá độc, có thể gây kích ứng phổi và mắt, với giới hạn an toàn là 1 miligam trên mét khối. Khi uống 3 gram iod có thể gây chết người. Các anion iodide hầu hết không độc, nhưng chúng cũng có thể gây chết người nếu ăn phải một lượng lớn.
Astatin là chất phóng xạ rất nguy hiểm, nhưng vì không được sản xuất với số lượng lớn nên rất khó gây ngộ độc cho sinh vật.

## Siêu halogen
Một số "cụm nhôm" (aluminium cluster) có đặc tính siêu nguyên tử. Những cụm nhôm này được tạo ra dưới dạng anion (Al−
n với n = 1, 2, 3,...) trong môi trường khí heli và các cụm nhôm phản ứng với khí có chứa iod. Khi được phân tích bằng phép đo khối phổ, sản phẩm chính của phản ứng là Al
13I−
.